# Inquisitor taivaricosa
Inquisitor taivaricosa é uma espécie de gastrópode do gênero Inquisitor, pertencente a família Pseudomelatomidae.